# Miguel Ángel Ayuso Guixot
Miguel Ángel Ayuso Guixot M.C.C.I. (Sevilla, 17 juni 1952 – Rome, 25 november 2024) was een Spaans geestelijke en een kardinaal van de Rooms-Katholieke Kerk, werkzaam voor de Romeinse Curie.
Ayuso Guixot trad in 1980 in bij de orde der Combonianen, waar hij op 2 september 1982 priester werd gewijd. Hij studeerde aan het Pauselijk Instituut voor Arabische en Islamitische Studies (PISAI), waar hij in 1982 een licentiaat behaalde. In 2000 promoveerde hij aan de universiteit van Granada in dogmatische theologie.
Van 1982 tot 2002 was Ayuso Guixot als missionaris werkzaam in Egypte en Soedan. Hij doceerde Islamitische studies aan de universiteiten van Khartoem en Caïro. Van 2005 tot 2012 was hij president van het PISAI.
In 2007 werd Ayuso Guixot benoemd tot adviseur van de Pauselijke Raad voor de Interreligieuze Dialoog. Op 30 juni 2012 volgde zijn benoeming tot secretaris van deze raad.
Ayuso Guixot werd op 29 januari 2016 benoemd tot titulair bisschop van Luperciana; zijn bisschopswijding vond plaats op 19 maart 2016, met paus Franciscus als consecrator.
Op 25 mei 2019 werd Ayuso Guixot benoemd tot voorzitter van de Pauselijke Raad voor de Interreligieuze Dialoog. In deze laatste functie geeft hij tevens leiding aan het Comité voor Religieuze Betrekkingen met Moslims.
Ayuso Guixot werd tijdens het consistorie van 5 oktober 2019 kardinaal gecreëerd. Hij kreeg de rang van kardinaal-diaken. Zijn titeldiakonie werd de San Girolamo della Carità.
De Pauselijke Raad voor de Interreligieuze Dialoog werd in 2022 opgeheven bij de invoering van de apostolische constitutie Praedicate Evangelium. De taken en bevoegdheden van de raad werden toegewezen aan de nieuw ingestelde Dicasterie voor de Interreligieuze Dialoog, waarvan Ayuso Guixot de eerste prefect werd.
Ayuso Guixot overleed op 25 november 2024 op 72-jarige leeftijd.
- Biblioteca Nacional de España: XX1590921
- Gemeinsame Normdatei: 137069782
- International Standard Name Identifier: 0000 0000 8005 1975
- Library of Congress Control Number: n98900337
- Nederlandse Thesaurus van Auteursnamen: 288978897
- Réseau des bibliothèques de Suisse occidentale: 02-A011573264
- Istituto Centrale per il Catalogo Unico: LIGV040121
- Système universitaire de documentation: 252659430
- Virtual International Authority File: 81311154
- WorldCat: E39PBJbM7RWxFcbYhBBmKYWbh3